# Monoksa dorsiplana
Monoksa dorsiplana är en stekelart som beskrevs av Boucek 1991. Monoksa dorsiplana ingår i släktet Monoksa och familjen puppglanssteklar.
Artens utbredningsområde är Israel. Inga underarter finns listade i Catalogue of Life.